# قلعة بيلينكيشليك

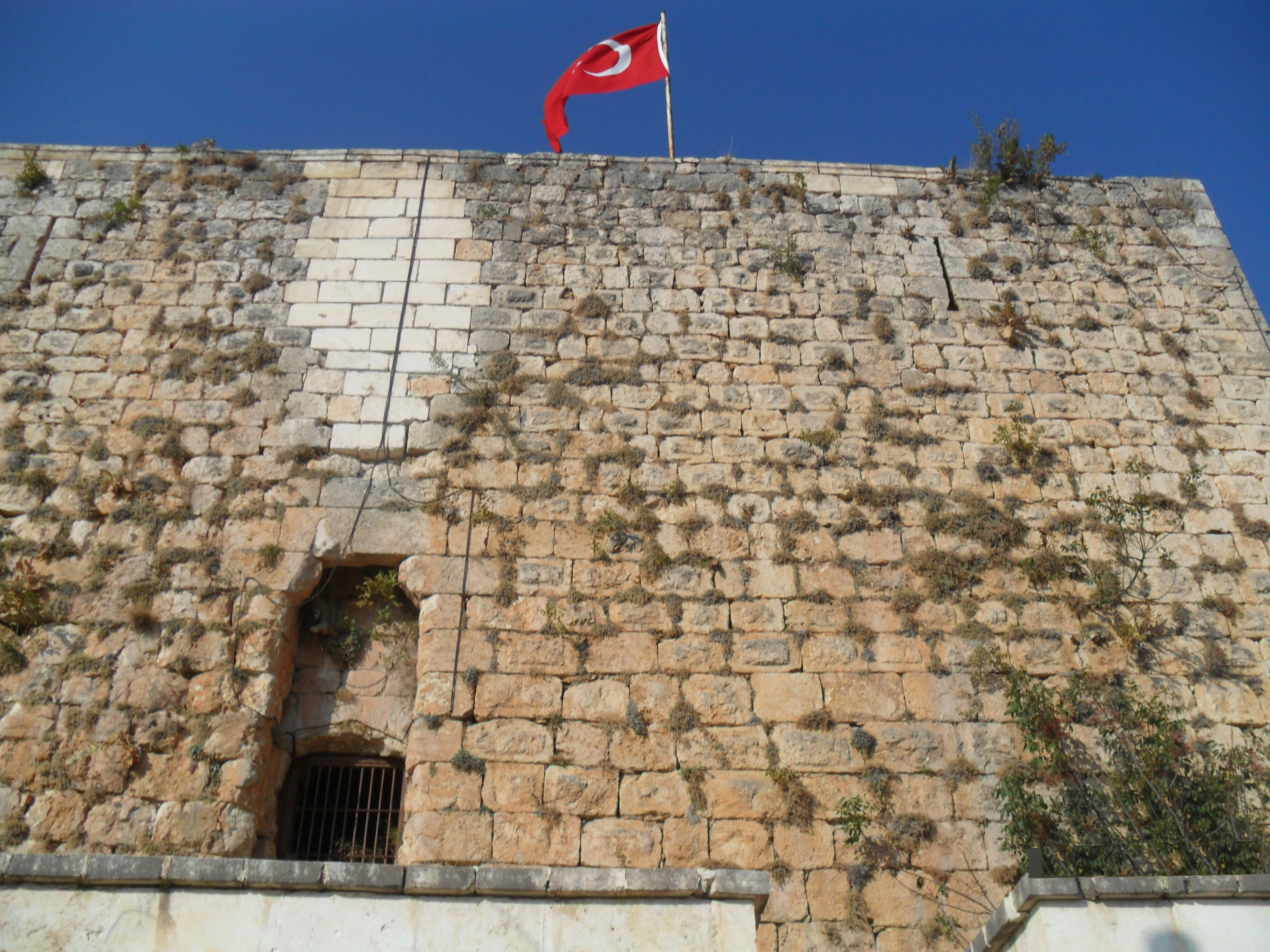
قلعة بيلينكيشليك

قلعة بيلينكيشليك هي قلعة من العصور الوسطى تقع في محافظة مرسين بتركيا ، إلى الشمال من مدينة بلدة Soğucak في مرسين، حيث يفصلها عن مركز مرسين قرابة 20 كيلومتر (12 ميل).
التاريخ الدقيق لبناء القلعة غير معروف. ولكن من المحتمل أنه كان مبنى بيزنطيًا أو أرمينيًا متأخرًا. كانت قلعة بيلينكيشليك واحدة من أصغر التحصينات المستخدمة للسيطرة على الطرق.
القلعة ذات مخطط مستطيل مبنية من الحجر، وهي حاليًا مبنى مكون من طابقين، لكن من المحتمل أنه كان هناك أيضًا طابق ثالث في الماضي، بدلالة وحدات التحكم.